# Brighton (Alabama)
Brighton – miasto w Stanach Zjednoczonych, w stanie Alabama, w hrabstwie Jefferson. W roku 2023 miasto zamieszkiwało 2237 osób, a gęstość zaludnienia wynosiła 621,4 osoby/km².